# Jusqu'à la mort (recueil de nouvelles)
Pour les articles homonymes, voir Jusqu'à la mort.
Jusqu'à la mort (עד מוות) est un recueil de nouvelles d'Amos Oz publié en 1971. Il est composé de deux nouvelles : Croisade et Un amour tardif.
Il a été traduit et publié en français en 1974 par Calmann-Lévy.